# 9848 Yugra
9848 Yugra este un asteroid din centura principală de asteroizi.

## Descriere
9848 Yugra este un asteroid din centura principală de asteroizi. A fost descoperit pe 26 august 1990 la Observatorul de Astrofizică din Crimeea de Liudmila Juravliova. El prezintă o orbită caracterizată de o semiaxă mare de 2,38 ua, o excentricitate de 0,23 și o înclinație de 1,2° în raport cu ecliptica.